# Nálezy dinosaurů na území Česka
Toto je seznam nálezů dinosauřích fosilií na území současné České republiky, řazený chronologicky podle data prvního objevu v dané lokalitě. V současnosti je podobných nálezů na území České republiky několik, ne všechny jsou ale s jistotou přiřaditelné ke skupině Dinosauria (zejména v případě Fričových „dinosaurů“ z konce 19. století).

## Nejstarší nálezy

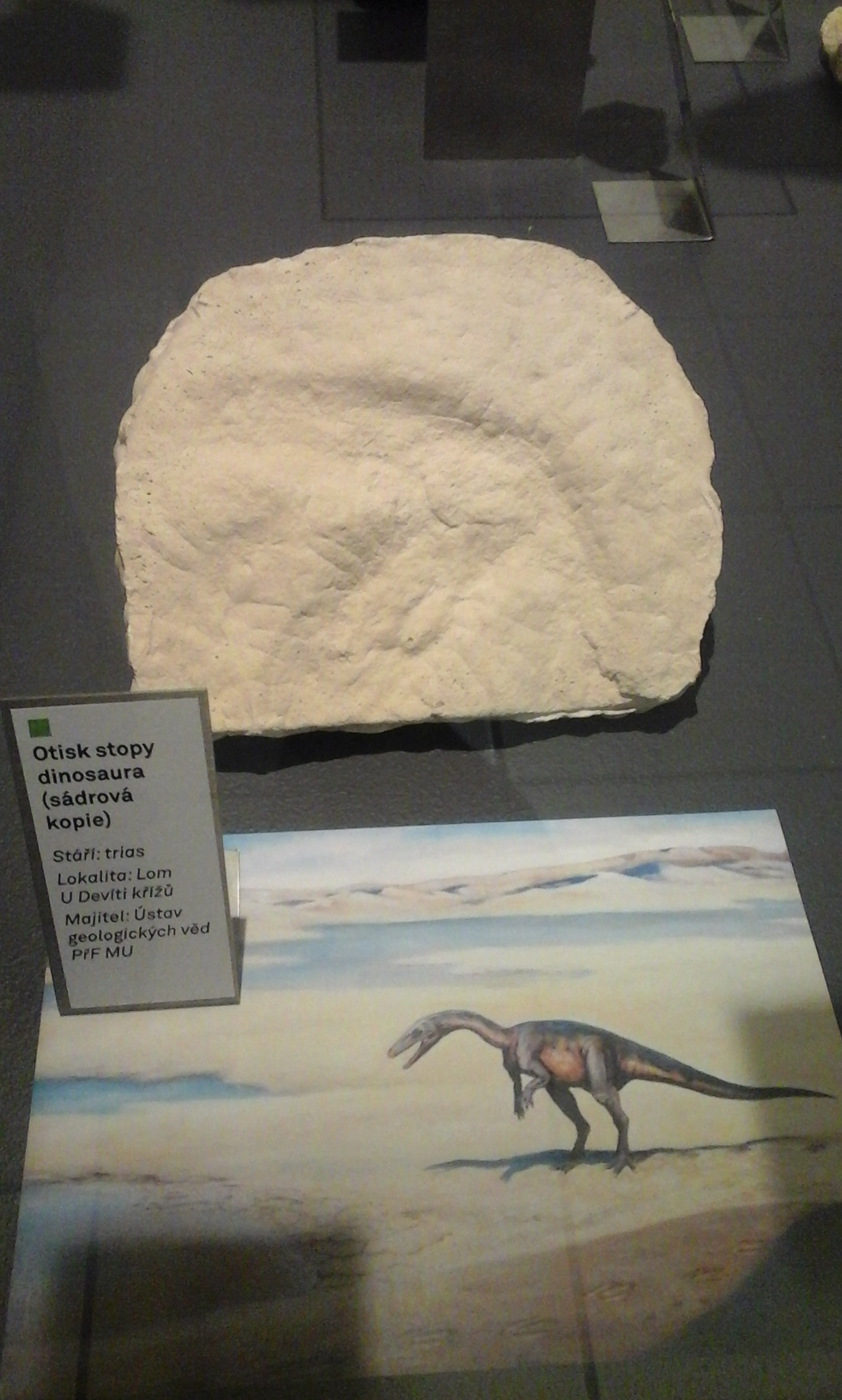
Replika otisku tříprsté stopy českého dinosaura (či dinosauromorfa) od Červeného Kostelce.

První pochybné objevy potenciálních dinosauřích fosilií pocházejí již z poslední čtvrtiny 19. století, tedy z doby, kdy území dnešní České republiky ještě patřilo do Rakousko-uherské monarchie. V roce 1878 popsal z českého území (obec Holubice u Kralup nad Vltavou) domnělého dinosaura přírodovědec a paleontolog profesor Antonín Frič pod názvem Procerosaurus exogyrarum. V roce 1905 pak přibyl další druh, považovaný Fričem za dinosaura příbuzného rodu Iguanodon – Albisaurus scutifer. Nález pochází od obce Srnojedy na Pardubicku. Oba nálezy však byly dlouhodobě považovány za fosilie jiných pravěkých plazů (ve druhém případě nejspíš křídového aligátora). Jak se nicméně ukázalo podrobným mikroskopickým výzkumem výbrusů fosilií v červnu roku 2011, možná nakonec opravdu patřily pozdně křídovým dinosaurům o geologickém stáří asi 95 a 88,5 milionu let, resp.

## Červený Kostelec
Prvním jistým nálezem fosilie dinosaura na českém území byla počátkem 90. let 20. století tříprstá fosilní stopa o rozměrech 14 × 18 cm, získaná z pískovcového lomu U Devíti Křížů (lidově „Krákorka“) nedaleko Červeného Kostelce (bohdašínské souvrství). Patřila pravděpodobně malému příslušníkovi vývojově primitivních dravých dinosaurů (teropodů). Stopa je poměrně dobře zachovaná, ale chybí jí část levého a prostředního prstu. Objev další dinosauří stopy byl v médiích oznámen 31. března 2011.

## Mezholezy

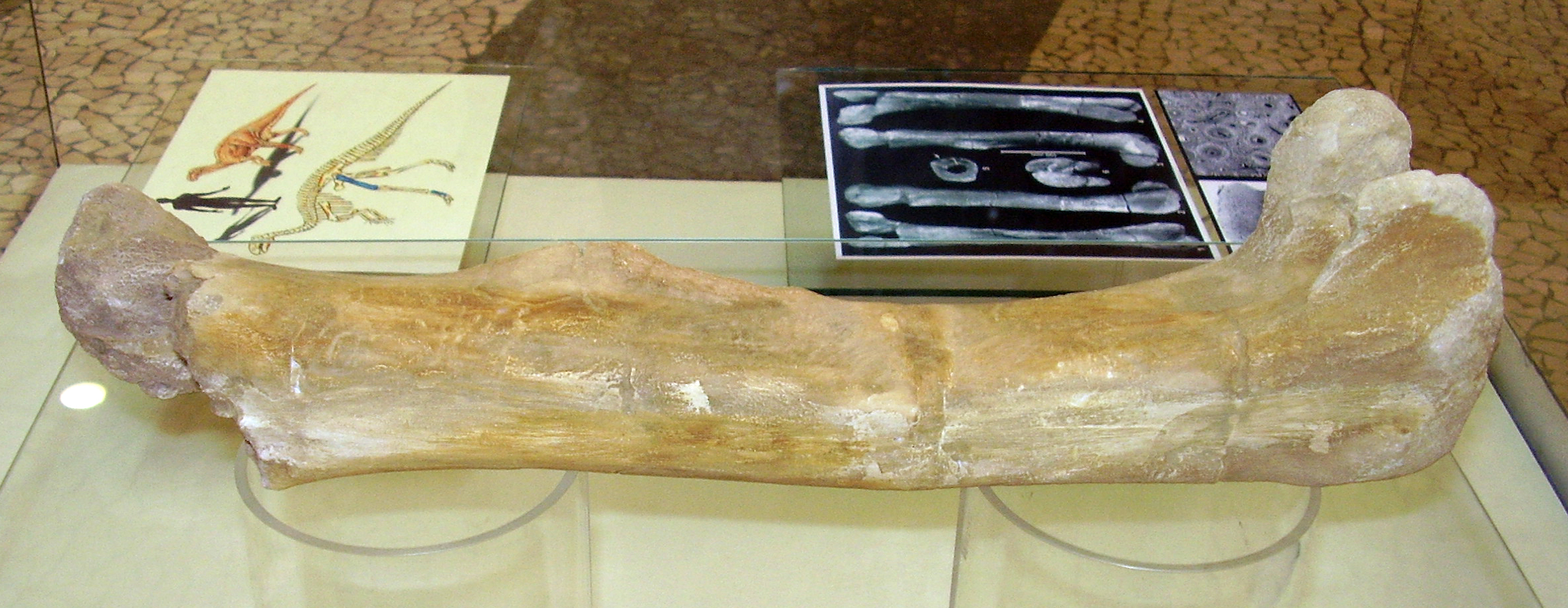
Levá stehenní kost českého ornitopoda od Kutné Hory.

Na jaře roku 2003 byla lékařem Michalem Moučkou v lomu u obce Mezholezy u Kutné Hory objevena fosilie stehenní kosti bazálního (vývojově primitivního) ornitopodního dinosaura, který byl v roce 2017 formálně popsán a pojmenován paleontologem Danielem Madziou jako Burianosaurus augustai. Fosilie byla uložena v sedimentech Perucko-korycanského souvrství.
V roce 2004 byly ve stejném lomu poblíž Mezholez na Kutnohorsku nalezeny fragmenty prstních článků. S velkou pravděpodobností náležely stejné končetině dinosaura, z níž pochází i stehenní kost objevená v roce 2003. 14. května 2005 byla opět v lomu poblíž Mezholez na Kutnohorsku nalezena další dinosauří kost. Není jasné, zda jde o kost patřící stejnému jedinci, z něhož byla již dříve objevena zmiňovaná stehenní kost, nebo zda jde o jedince jiného. Objevil ji doc. RNDr. Václav Ziegler, CSc. s týmem studentů paleontologie z Karlovy univerzity.

## Brno – Švédské valy
V roce 2012 byl oznámen objev prvního známého neptačího teropoda, tzv. Moravské tetanury (jediného zubu, překlasifikovaného z původního určení) ze svrchnojurských sedimentů (stáří kolem 160 milionů let) v okolí Brna. Objev byl v médiích oznámen počátkem roku 2013 a formálně byl popsán roku 2014 v periodiku Acta Palaeontologica Polonica. V prosinci zmíněného roku byla oficiálně publikována studie Daniela Madzii o nálezu zubu prvního českého teropodního dinosaura (lokalita Švédské valy v Brně). Zub patřil pravděpodobně teropodovi z čeledi Megalosauridae nebo některé blízce příbuzné skupině.

### Video
- Kompletní záznam přednášky Vladimíra Sochy o českých objevech druhohorních plazů, 19. 3. 2021 (česky)